# Hamersleyovo pohoří
Hamersleyovo pohoří (anglicky  Hamersley Range) je pohoří na západě Austrálie, v australském státě Západní Austrálie. Nejvyšší vrcholy Západní Austrálie se nachází v tomto pohoří, nejvyšší horou je Mount Meharry (1 250 m).

## Geografie
Pohoří se rozkládá od západu k jihovýchodu v délce přibližně 460 km. Oblast leží v blízkosti Indického oceánu. Jedná se o krajinu středohorského typu, vyzvednutou plošinu, rozdělenou erozí, s řadou soutěsek. V centrální části pohoří se nachází jeden z největších australských národních parků Národní park Karijini (dříve Národní park Hamerslay).